# North Omak
North Omak és una concentració de població designada pel cens dels Estats Units a l'estat de Washington. Segons el cens del 2000 tenia 688 habitants.

## Demografia
Segons el cens del 2000, North Omak tenia 688 habitants, 207 habitatges, i 166 famílies. La densitat de població era de 23,7 habitants per km².
Dels 207 habitatges en un 53,6% hi vivien nens de menys de 18 anys, en un 34,3% hi vivien parelles casades, en un 30,4% dones solteres, i en un 19,8% no eren unitats familiars. En el 15,9% dels habitatges hi vivien persones soles el 2,4% de les quals corresponia a persones de 65 anys o més que vivien soles. El nombre mitjà de persones vivint en cada habitatge era de 3,32 i el nombre mitjà de persones que vivien en cada família era de 3,51.
Per edats la població es repartia de la següent manera: un 39,4% tenia menys de 18 anys, un 9,7% entre 18 i 24, un 31,7% entre 25 i 44, un 15,7% de 45 a 60 i un 3,5% 65 anys o més.
L'edat mediana era de 25 anys. Per cada 100 dones de 18 o més anys hi havia 94 homes.
La renda mediana per habitatge era de 25.500 $ i la renda mediana per família de 22.788 $. Els homes tenien una renda mediana de 20.227 $ mentre que les dones 23.688 $. La renda per capita de la població era de 8.971 $. Aproximadament el 33% de les famílies i el 39,7% de la població estaven per davall del llindar de pobresa.

## Poblacions més properes
El següent diagrama mostra les poblacions més properes.